# Anna Faris

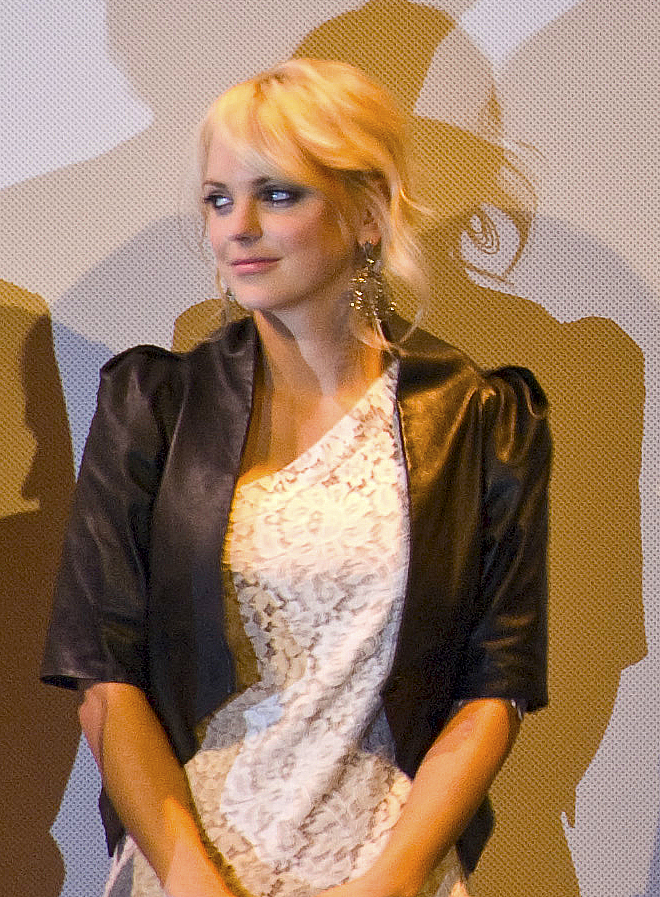
Anna Faris, 2009.

Anna Kay Faris (ur. 29 listopada 1976 w Baltimore) – amerykańska aktorka. Popularność zdobyła dzięki rolom Cindy Campbell w komediach z cyklu Straszny film, grała również w takich filmach jak Między słowami (reż. Sofia Coppola) czy Tajemnica Brokeback Mountain (reż. Ang Lee).

## Życiorys
Wychowała się w Seattle w stanie Waszyngton. Jej rodzice to Jack i Karen Faris.
Gdy miała dziewięć lat zagrała w przedstawieniu w Seattle Repertory Theater. Następnie występowała w spotach reklamowych oraz lokalnych produkcjach. Po ukończeniu szkoły średniej w Edmonds dostała się na studia literatury angielskiej w Waszyngtonie, gdzie występowała w radio, oraz co jakiś czas wyjeżdżała do Londynu; tam pracowała i usiłowała zająć się pisaniem oraz aktorstwem na poważnie. Mimo debiutu na ekranie w 1991 roku i pierwszej roli w filmie kinowym Eden w 1996 roku, pierwszą znaczącą rolę zagrała dopiero osiem lat później, w filmie niezależnym, tuzinkowym slasherze dla młodzieży Zaułek kochanków.
Przełom w jej karierze nastąpił rok później, gdy na ekrany kin weszła pierwsza część cyklu Straszny film – parodii horrorów, w którym zagrała główną rolę. Kreacja ta przyniosła jej sławę i popularność wśród młodych widzów na całym świecie. Po ukończeniu zdjęć do Strasznego filmu przeniosła się do Los Angeles. Od 2013 roku gra główną rolę w serialu Mamuśka.

### Życie prywatne
W latach 2004–2008 była żoną aktora Bena Indry, którego poznała w 1999 roku na planie filmu Zaułek kochanków, a w latach 2009-2018 żoną Chrisa Pratta, z którym ma syna (ur. 2012).

## Wybrana filmografia
- 2018: I że ci nie odpuszczę (Overboard) jako Kate
- 2013: Daję nam rok (I give it a year) jako Chloe
- 2012: Dyktator (The Dictator) jako Zoey
- 2011: Alvin i wiewiórki 3 (Alvin and the Chipmunks 3 Chipwrecked) jako Jeanette
- 2011: Ilu miałaś facetów? (What's Your Number) jako Ally Darling
- 2010: Miś Yogi jako Rachel
- 2010: Szalona noc (Take Me Home Tonight) jako Wendy Franklin
- 2009: Alvin i wiewiórki 2 (Alvin and the Chipmunks: The Squeakquel) jako Jeanette (głos)
- 2009: Złap, zakapuj, zabłyśnij (Observe and Report) jako Brandi
- 2009: Frequently Asked Questions About Time Travel jako Cassie
- 2008: Króliczek (The House Bunny) jako Shelley
- 2007: Ciastko z niespodzianką (Smiley Face) jako Jane F.
- 2007: Maminsynek (Mama's Boy) jako Nora Flannagan
- 2006: Moja super eksdziewczyna (My Super Ex Girlfriend) jako Hannah Lewis
- 2006: Straszny film 4 (Scary Movie 4) jako Cindy Campbell
- 2005: Zostańmy przyjaciółmi (Just Friends) jako Samantha James
- 2005: Tajemnica Brokeback Mountain (Brokeback Mountain) jako LaShawn Malone
- 2003: Między słowami (Lost in Translation) jako Kelly
- 2004: Przyjaciele (Friends) jako Erika
- 2003: Straszny film 3 (Scary Movie 3) jako Cindy Campbell
- 2002: Gorąca laska (The Hot Chick) jako April Thomas
- 2002: May jako Polly
- 2001: Straszny film 2 (Scary Movie 2) jako Cindy Campbell
- 2000: Straszny film (Scary Movie) jako Cindy Campbell
- 1999: Zaułek kochanków (Lovers Lane) jako Jannelle Bay
- 1991: Deception: A Mother's Secret jako Liz

## Nagrody i nominacje
| Ceremonia                  | Rok  | Rezultat  | Nagroda                   | Kategoria |
| -------------------------- | ---- | --------- | ------------------------- | --- |
| Gotham Awards              | 2005 | Nominacja | Gotham Award              | Najlepszy zespół aktorski (Tajemnica Brokeback Mountain), wspólnie z Heathem Ledgerem, Jakiem Gyllenhaalem, Michelle Williams, Anne Hathaway, Lindą Cardellini i Randym Quaidem |
| MTV Movie Awards           | 2007 | Nominacja | MTV Movie Award           | Najlepsza scena walki (w filmie Moja super eks-dziewczyna), wspólnie z Umą Thurman                                                                                              |
| MTV Movie Awards           | 2006 | Nominacja | MTV Movie Award           | Najlepszy pocałunek (w filmie Zostańmy przyjaciółmi), wspólnie z Chrisem Marquette                                                                                              |
| MTV Movie Awards           | 2001 | Nominacja | MTV Movie Award           | Najlepszy pocałunek (w filmie Straszny film), wspólnie z Jonem Abrahamsem |
| MTV Movie Awards           | 2001 | Nominacja | MTV Movie Award           | Przełomowa rola kobieca (Straszny film) |
| Screen Actors Guild Awards | 2006 | Nominacja | Screen Actors Guild Award | Zespół aktorski (Tajemnica Brokeback Mountain), wspólnie z Lindą Cardellini, Jakiem Gyllenhaalem, Anne Hathaway, Heathem Ledgerem, Randym Quaidem i Michelle Williams           |
| Teen Choice Awards         | 2006 | Nominacja | Teen Choice Award         | 2 nominacje |